# دانشنامه بین‌المللی حقوق تطبیقی
دانشنامه بین‌المللی حقوق تطبیقی، تحت نظر انجمن بین‌المللی مطالعات حقوقی در هفده جلد و توسط گروهی از برجسته‌ترین حقوقدانان دنیا تدوین و به زبان انگلیسی منتشر شده‌است. هر جلد مشتمل بر چندین مجلد و فصل است. در این کتاب مباحث متنوعی از حقوق از جمله حقوق بین‌الملل خصوصی، حقوق کار، حقوق مسئولیت مدنی، آیین دادرسی مدنی به شیوه ای تطبیقی مورد مطالعه قرار گرفته‌است.
بخش‌هایی از این دانشنامه نیز به زبان فارسی ترجمه شده‌است.